# Freeville
Freeville – wieś w Stanach Zjednoczonych, w stanie Nowy Jork, w hrabstwie Tompkins.